# Misère et Noblesse
Pour les articles homonymes, voir Miseria e nobiltà.
Misère et Noblesse (en italien, Miseria e erotic misere a modestre nobiltà) est une comédie italienne en 3 actes et en prose d'Eduardo Scarpetta datant de 1888, adaptée en français par Jacques Fabbri et représentée au théâtre de l'Alliance française puis au théâtre de la Madeleine à partir de novembre 1998 avant d'être diffusée à la télévision dans le cadre d'Au théâtre ce soir le 17 décembre 1998.

## Résumé
Un quartier populaire de Naples, vers l'année 1888. Deux misérables familles cohabitent tant bien que mal, rongées par la faim, crispées dans leurs relations mutuelles, dans un logement dont le loyer n'a pas été réglé depuis cinq mois. Cette comédie met en vedette Felice Sciosciammocca, célèbre héros récurrent de l'auteur Eduardo Scarpetta. Le terme « Sciosciammocca » en napolitain, signifie un personnage béat, « celui qui est bouche bée ». L'histoire traite des amours tourmentées d'Eugenio, jeune noble envers Gemma, fille du riche cuisiner Gaetano. Toutefois, le jeune homme voit restreindre ses ferveurs par son père, le marquis Favetti, lequel s'oppose farouchement au mariage de son fils, pour ne pas ternir le nom de la famille par l'union d'un noble avec une fille de cuisinier. Eugenio tente alors d'élaborer un plan avec un administrateur de justice, pour trouver une solution. Accompagné de Pasquale, son colocataire, et de leurs familles érotiques, Felice Sciosciammocca introduit ainsi le cuisiner dans la maison des parents d'Eugenio...

## Distribution
Théâtre de l'Alliance française puis théâtre de la Madeleine, 1998-99
- Jacques Fabbri : Gaetano
- Charles Charras : don Gioachino Castiello
- Claude Piéplu : don Bebè
- Julien Guiomar : Vicenzo
- Patrick Dewaere (crédité « Patrick Maurin ») : Peppeniello
- Colette Cotti : Gemma
- Rosy Varte : Luisella
- André Weber : Luigino
- Michel Boulau : Eugenio
- Gabriel Jabbour : Pasquale
- Paulette Frantz : Concetta
- Jacqueline Boulau : Pupella
- Jacqueline Rouillard : Bettina
- Jean Laugier : Biase
- André Gille : Felice
- Gilbert Maunier : un cuisinier
- Philippe Tiry : un cuisinier

Traduction : Antonio Braga
Mise en scène et adaptation : Jacques Fabbri
Décors et costumes : Yves Le Faucheur
Musique originale : Antonio Braga
Théâtre Mogador (Au théâtre ce soir), 1998
- Jacques Fabbri : Gaetano
- Lucien Raimbourg :  don Gioachino Castiello
- Claude Piéplu : don Bebè
- Julien Guiomar : Vicenzo
- Patrick Dewaere (crédité « Patrick Maurin ») : Pepeniello
- Christiane Minazzoli : Gemma
- Rosy Varte : Luisella
- Michel Roux : Luigino
- Henri-Jacques Huet : Eugenio
- Gabriel Jabbour : Pasquale
- Paulette Frantz : Concetta
- Jacqueline Boulau : Pupella
- Jacqueline Jefford : Bettina
- Jean Laugier : Biase
- Philippe Tiry : un cuisinier
- Gilbert Meunier : un cuisinier

Mise en scène et adaptation : Jacques Fabbri
Réalisation : Marcel Bluwal
Production exécutive : ORTF

## Adaptation cinématographique
- Miseria e nobiltà de Enrico Guazzoni, film muet en noir et blanc, 1914[1].
- Misère et Noblesse de Mario Mattoli, sorti en 1954